# Discographie de Cardi B
Cet article présente la discographie de la rappeuse américaine Cardi B. Elle est composée d'un album studio, deux mixtapes et trente-sept singles (dont treize en tant qu'artiste principal et vingt-quatre en tant qu'artiste collaborateur).

## Albums

### Albums studio
| Titre                                                              | Détails de l'album                         | Meilleure position | Meilleure position | Meilleure position | Meilleure position | Ventes    | Certifications |
| Titre                                                              | Détails de l'album                         | ÉU                 | AUS                | CAN                | UK                 | Ventes    | Certifications |
| ------------------------------------------------------------------ | ------------------------------------------ | ------------------ | ------------------ | ------------------ | ------------------ | --------- | --- |
| Invasion of Privacy                                                | - Sortie : 6 avril 2018 - Label : Atlantic | 1                  | 5                  | 1                  | 5                  | 6 000 000 | - Canada (MC) : 2 × Platine - Danemark (IFPI DAN) : Or - États-Unis (RIAA) : 3 × Platine - France (SNEP) : Or - Nouvelle-Zélande (RMNZ) : Platine - Royaume-Uni (BPI) : Or |
| « — » indique que le titre n'est pas sorti ou classé dans le pays. |                                            |                    |                    |                    |                    |           | |

### Mixtapes
- 2016 : Gangsta Bitch Music, Vol. 1 (en)
- 2017 : Gangsta Bitch Music, Vol. 2 (en)

## Chansons

### Singles solo
| Titre                                       | Année | Meilleure position | Meilleure position | Certifications | Album                                                  |
| Titre                                       | Année | É-U                | R-U                | Certifications | Album                                                  |
| ------------------------------------------- | ----- | ------------------ | ------------------ | --- | ------------------------------------------------------ |
| Stripper Hoe                                | 2016  |                    |                    | | —                                                      |
| What a Girl Likes                           | 2016  |                    |                    | | Underestimated : The Album                             |
| Bronx Season                                | 2016  |                    |                    | | Underestimated : The Album Gangsta Bitch Music, Vol. 2 |
| Bodak Yellow                                | 2017  |                    |                    | - BPI : Platine - FIMI : Or - MC : 4 × Platine - RIAA : 10 × Platine - RMNZ : Or - SNEP : Platine                                                       | Invasion of Privacy                                    |
| Bartier Cardi (featuring 21 Savage)         | 2017  |                    |                    | - BPI : Argent - MC : 2 × Platine - RIAA : 3 × Platine                                                                                                  | Invasion of Privacy                                    |
| Be Careful (en)                             | 2018  |                    |                    | - BPI : Or - MC : Or - RIAA : 3 × Platine | Invasion of Privacy                                    |
| I Like It (featuring J Balvin et Bad Bunny) | 2018  |                    |                    | - BEA : Or - BPI : 2 × Platine - FIMI : 2 × Platine - IFPI SUI : 2 × Platine - MC : 6 × Platine - RIAA : 10 × Platine - RMNZ : Platine - SNEP : Platine | Invasion of Privacy                                    |
| Ring (en) (featuring Kehlani)               | 2018  |                    |                    | - BPI : Argent - MC : Or - RIAA : 2 × Platine | Invasion of Privacy                                    |
| Money (en)                                  | 2018  |                    |                    | - BPI : Or - MC : Platine - RIAA : 4 × Platine | Tiger Woods                                            |
| Please Me (en) (featuring Bruno Mars)       | 2019  |                    |                    | - BPI : Argent - MC : Or - RIAA : 3 × Platine | Tiger Woods                                            |
| Press                                       | 2019  |                    |                    | - RIAA : Platine | Tiger Woods                                            |
| WAP (featuring Megan Thee Stallion)         | 2020  |                    |                    | - BEA : Or - BPI : Platine - MC : 2 × Platine - RIAA : 6 × Platine - SNEP : Or                                                                          |                                                        |
| Up                                          | 2021  |                    |                    | - BPI : Argent - MC : Platine - RIAA : 2 × Platine |                                                        |
| Bongos (feat Megan Thee Stallion)           | 2024  |                    |                    | |                                                        |
| Imaginary Playerz                           | 2025  |                    |                    | |                                                        |

### Singles en collaboration
| Titre | Année | Meilleure position | Meilleure position | Certifications | Album                       |
| Titre | Année | É-U                | R-U                | Certifications | Album                       |
| --- | ----- | ------------------ | ------------------ | --- | --------------------------- |
| Gimme Head Too (J.R. featuring Cardi B)                                                                             | 2016  |                    |                    | | In Due Time                 |
| Fuck Me Up (TJR featuring Cardi B)                                                                                  | 2016  |                    |                    | | —                           |
| Want My Love Back (Cashflow Harlem featuring Cardi B et Ryan Dudley)                                                | 2016  |                    |                    | | Rich Thoughts Poor Habits   |
| Island Girls (Hood Celebrityy featuring Cardi B, Josh X et Young Chow)                                              | 2016  |                    |                    | | —                           |
| She a Bad One (BBA) (Remix) (Red Café featuring Cardi B)                                                            | 2016  |                    |                    | | —                           |
| Heaven on My Mind (Josh X featuring Cardi B)                                                                        | 2016  |                    |                    | | —                           |
| Right Now (PHresher featuring Cardi B)                                                                              | 2017  |                    |                    | | —                           |
| Cute (Remix) (DRAM featuring Cardi B)                                                                               | 2017  |                    |                    | | —                           |
| MotorSport (Migos featuring Cardi B et Nicki Minaj)                                                                 | 2017  |                    |                    | - BPI : Or - FIMI : Or - MC : 3 × Platine - RIAA : 3 × Platine - SNEP : Or                                                         | Culture II                  |
| No Limit (en) (G-Eazy featuring A$AP Rocky et Cardi B)                                                              | 2017  |                    |                    | - BPI : Or - MC : 4 × Platine - RIAA : 7 × Platine - RMNZ : Or                                                                     | The Beautiful and Damned    |
| La Modelo (en) (Ozuna featuring Cardi B)                                                                            | 2017  |                    |                    | | Aura                        |
| Finesse (Bruno Mars featuring Cardi B)                                                                              | 2018  |                    |                    | - BEA : Or - BPI : Platine - FIMI : Or - IFPI SUI : Or - RIAA : 4 × Platine - RMNZ : Platine - SNEP : Or                           | 24K Magic                   |
| Ahora Dice (Real Hasta La Muerte Remix) (Chris Jeday featuring J Balvin, Ozuna, Arcángel, Cardi B, Offset et Anuel) | 2018  |                    |                    | | —                           |
| Girls (Rita Ora featuring Cardi B, Bebe Rexha et Charli XCX)                                                        | 2018  |                    |                    | - BPI : Or | Phoenix                     |
| Dinero (en) (Jennifer Lopez featuring DJ Khaled et Cardi B)                                                         | 2018  |                    |                    | | —                           |
| Girls Like You (Maroon 5 featuring Cardi B)                                                                         | 2018  |                    |                    | - BEA : Or - BPI : 2 × Platine - FIMI : 3 × Platine - MC : 7 × Platine - RIAA : 10 × Platine - RMNZ : 2 × Platine - SNEP : Diamant | Red Pill Blues              |
| Who Want the Smoke ? (Lil Yachty featuring Cardi B et Offset)                                                       | 2018  |                    |                    | | Nuthin' 2 Prove             |
| Backin' It Up (Pardison Fontaine featuring Cardi B)                                                                 | 2018  |                    |                    | - RIAA : Platine | —                           |
| Taki Taki (DJ Snake featuring Ozuna, Cardi B et Selena Gomez)                                                       | 2018  |                    |                    | - BEA : Platine - BPI : Platine - FIMI : 2 × Platine - MC : 3 × Platine - RIAA : 4 × Platine - RMNZ : Or - SNEP : Diamant          | Carte blanche               |
| Mi Mami (El Alfa featuring Cardi B)                                                                                 | 2018  |                    |                    | | El Hombre                   |
| Twerk (City Girls featuring Cardi B)                                                                                | 2019  |                    |                    | - RIAA : Platine | Girl Code                   |
| Clout (Offset featuring Cardi B)                                                                                    | 2019  |                    |                    | - BPI : Argent - RIAA : Platine | Father of 4                 |
| South Of The Border (Ed Sheeran featuring Camila Cabello et Cardi B)                                                | 2019  |                    |                    | - BEA : Or - BPI : 2 × Platine - MC : 2 × Platine - SNEP : Or                                                                      | No.6 Collaborations Project |
| Writing on the Wall (French Montana featuring Post Malone, Cardi B et Rvssian)                                      | 2019  |                    |                    | | Montana                     |
| Bet You Wanna (BLACKPINK featuring Cardi B)                                                                         | 2020  |                    |                    | | The Album                   |
| Wild Side (Normani feat Cardi B)                                                                                    | 2021  |                    |                    | |                             |
| Rumors (Lizzo feat Cardi B)                                                                                         | 2021  |                    |                    | |                             |

### Collaborations
| Année | Titre                                   | Artiste en featuring                                                       | Nationalité de l'artiste             | Album                                       |
| ----- | --------------------------------------- | -------------------------------------------------------------------------- | ------------------------------------ | ------------------------------------------- |
| 2016  | Selfish                                 | Josh X (en)                                                                | Drapeau des États-Unis               | Gangsta Bitch Music Vol.1                   |
| 2016  | Fuck Me Up                              | TJR                                                                        | Drapeau des États-Unis               | -                                           |
| 2016  | Gimme Head Too                          | J.R.                                                                       | Drapeau des États-Unis               | In Due Time                                 |
| 2016  | Want My Love Back                       | Cashflow Harlem et Ryan Dudley                                             | Drapeau des États-Unis               | Rich Thoughts Poor Habits                   |
| 2016  | Island Girls                            | HoodCelebrityy (en), Josh X (en) et Young Chow                             | et                                   | Trap vs. Reggae / Underestimated: The Album |
| 2016  | Heaven on My Mind                       | Josh X (en)                                                                | Drapeau des États-Unis               | -                                           |
| 2016  | She a Bad One (BBA) (Remix)             | Red Café                                                                   | Drapeau des États-Unis               | -                                           |
| 2017  | Lick                                    | Offset                                                                     | Drapeau des États-Unis               | Gangsta Bitch Music Vol.2                   |
| 2017  | Hectic                                  | DJ Hardwerk                                                                | Drapeau des États-Unis               | Gangsta Bitch Music Vol.2                   |
| 2017  | Back It Up                              | Konshens et HoodCelebrityy (en)                                            | Drapeau de la Jamaïque               | Gangsta Bitch Music Vol.2                   |
| 2017  | Never Give Up                           | Josh X (en)                                                                | Drapeau des États-Unis               | Gangsta Bitch Music Vol.2                   |
| 2017  | Pop Off                                 | Casanova (en)                                                              | Drapeau des États-Unis               | Gangsta Bitch Music Vol.2                   |
| 2017  | Red Barz                                | AraabMuzik (en)                                                            | Drapeau des États-Unis               | -                                           |
| 2017  | Cute (Remix)                            | D.R.A.M.                                                                   | Drapeau des États-Unis               | -                                           |
| 2017  | Right Now                               | PHresher (en)                                                              | Drapeau des États-Unis               | PH                                          |
| 2017  | Bodak Yellow (Latin Trap Remix)         | Messiah (en)                                                               | Drapeau de la République dominicaine | -                                           |
| 2017  | Bodak Yellow (Kodak Black Remix)        | Kodak Black                                                                | Drapeau des États-Unis               | -                                           |
| 2017  | Kamasutra                               | Juicy J                                                                    | Drapeau des États-Unis               | OJ / Highly Intoxicated / Shutdafukup       |
| 2017  | Girls Like You (Remix)                  | Maroon 5                                                                   | Drapeau des États-Unis               | Red Pill Blues                              |
| 2017  | Um Yea                                  | Offset                                                                     | Drapeau des États-Unis               | Control the Streets, Volume 1 (en)          |
| 2017  | No Limit                                | G-Eazy et A$AP Rocky                                                       | Drapeau des États-Unis               | The Beautiful & Damned (en)                 |
| 2017  | Bartier Cardi                           | 21 Savage                                                                  | -                                    | -                                           |
| 2018  | Finesse (Remix)                         | Bruno Mars                                                                 | Drapeau des États-Unis               | -                                           |
| 2018  | MotorSport                              | Migos et Nicki Minaj                                                       | et                                   | Culture II                                  |
| 2018  | Ahora Dice (Real Hasta La Muerte Remix) | Chris Jedi (en), J Balvin, Ozuna, Offset, Anuel et Arcángel                | , et                                 | -                                           |
| 2018  | Drip                                    | Migos                                                                      | Drapeau des États-Unis               | -                                           |
| 2018  | Best Life                               | Chance the Rapper                                                          | Drapeau des États-Unis               | Invasion of Privacy                         |
| 2018  | I Like It                               | Bad Bunny et J Balvin                                                      | et                                   | Invasion of Privacy                         |
| 2018  | Ring                                    | Kehlani                                                                    | Drapeau des États-Unis               | Invasion of Privacy                         |
| 2018  | She Bad                                 | YG                                                                         | Drapeau des États-Unis               | Invasion of Privacy                         |
| 2018  | I Do                                    | SZA                                                                        | Drapeau des États-Unis               | Invasion of Privacy                         |
| 2018  | Girls                                   | Rita Ora, Charli XCX et Bebe Rexha                                         | et                                   | Phoenix (Deluxe Edition) (en)               |
| 2018  | Dinero                                  | Jennifer Lopez et DJ Khaled                                                | et -                                 | -                                           |
| 2018  | I Like It (Remix)                       | Kontra K et AK Ausserkontrolle                                             | Drapeau de l'Allemagne               | -                                           |
| 2018  | La Modelo                               | Ozuna                                                                      | Drapeau de Porto Rico                | Aura (en)                                   |
| 2018  | Kamasutra (Remix)                       | Juicy J et Ty Dolla Sign                                                   | Drapeau des États-Unis               | First Taylor Gang                           |
| 2018  | Backin' It Up                           | Pardison Fontaine (en)                                                     | Drapeau des États-Unis               | UNDER8ED                                    |
| 2018  | Taki Taki                               | DJ Snake, Selena Gomez et Ozuna                                            | -; et                                | Carte blanche                               |
| 2018  | CHAMPAGNE ROSÉ                          | Quavo et Madonna                                                           | Drapeau des États-Unis               | Quavo Huncho (en)                           |
| 2018  | Who Want The Smoke ?                    | Lil Yachty et Offset                                                       | Drapeau des États-Unis               | Nuthin' 2 Prove (en)                        |
| 2018  | Mi Mami                                 | El Alfa (en)                                                               | Drapeau de la République dominicaine | El Hombre (en)                              |
| 2018  | Twerk                                   | City Girls                                                                 | Drapeau des États-Unis               | Girl Code (en)                              |
| 2018  | On Me                                   | Meek Mill                                                                  | Drapeau des États-Unis               | Championships (en)                          |
| 2019  | Please Me                               | Bruno Mars                                                                 | Drapeau des États-Unis               | -                                           |
| 2019  | Thotiana                                | Blueface et YG                                                             | Drapeau des États-Unis               | -                                           |
| 2019  | Clout                                   | Offset                                                                     | Drapeau des États-Unis               | FATHER OF 4                                 |
| 2019  | Wish Wish                               | DJ Khaled et 21 Savage                                                     | - et -                               | Father of Asahd (en)                        |
| 2019  | Rodeo                                   | Lil Nas X                                                                  | Drapeau des États-Unis               | 7                                           |
| 2019  | South of the Border                     | Ed Sheeran et Camila Cabello                                               | et -                                 | No.6 Collaborations Project                 |
| 2019  | YES                                     | Anuel AA, Fat Joe et Dre                                                   | et                                   | Family Ties (en)                            |
| 2019  | Writing on the Wall                     | Post Malone, French Montana et Rvssian (en)                                | , - et                               | MONTANA (en)                                |
| 2020  | La Bebe (Remix)                         | Anuel AA, Black Jonas Point (en), Secreto "El Famoso Biberon" et Liro Shaq | , et                                 | -                                           |
| 2020  | WAP                                     | Megan Thee Stallion                                                        | Drapeau des États-Unis               | -                                           |
| 2020  | Me Gusta                                | Anitta et Myke Towers                                                      | et                                   | Versions of Me                              |
| 2020  | Bet You Wanna                           | BLACKPINK                                                                  | , - et                               | The Album                                   |
| 2020  | Me Gusta (Remix)                        | Anitta et 24kGoldn                                                         | et                                   | -                                           |
| 2021  | Big Paper                               | DJ Khaled                                                                  | -                                    | KHALED KHALED (en)                          |
| 2021  | Type Shit                               | Migos                                                                      | Drapeau des États-Unis               | Culture III (en)                            |
| 2021  | Type Shit (Offset Remix)                | Migos et Offset                                                            | Drapeau des États-Unis               | Culture III (en)                            |
| 2021  | Type Shit (Quavo Remix)                 | Migos et Quavo                                                             | Drapeau des États-Unis               | Culture III (en)                            |
| 2021  | Wild Side                               | Normani                                                                    | Drapeau des États-Unis               | DOPAMINE (en)                               |
| 2021  | Rumors                                  | Lizzo                                                                      | Drapeau des États-Unis               | -                                           |
| 2021  | Bitter                                  | Summer Walker                                                              | Drapeau des États-Unis               | Still Over It (en)                          |
| 2022  | No Love                                 | Summer Walker et SZA                                                       | Drapeau des États-Unis               | -                                           |
| 2022  | Shake It                                | Kay Flock (en), Dougie B et Bory300                                        | Drapeau des États-Unis               | The D.O.A Tape (Care Package)               |
| 2022  | Hot Shit                                | Kanye West et Lil Durk                                                     | Drapeau des États-Unis               | -                                           |
| 2022  | Tomorrow 2                              | GloRilla                                                                   | Drapeau des États-Unis               | Anyways, Life's Great (en)                  |
| 2022  | DESPECHÁ RMX                            | Rosalía                                                                    | Drapeau de l'Espagne                 | -                                           |
| 2023  | Put It On Da Floor Again                | LATTO                                                                      | Drapeau des États-Unis               | Sugar Honey Iced Tea (en)                   |
| 2023  | Point Me 2                              | FendiDa Rappa                                                              | Drapeau des États-Unis               | -                                           |
| 2023  | JEALOUSY                                | Offset                                                                     | Drapeau des États-Unis               | SET IT OFF (en)                             |
| 2023  | Bongos                                  | Megan Thee Stallion                                                        | Drapeau des États-Unis               | -                                           |
| 2023  | FREAKY                                  | Offset                                                                     | Drapeau des États-Unis               | SET IT OFF (en)                             |
| 2024  | Never Lose Me                           | Flo Milli (en) et SZA                                                      | Drapeau des États-Unis               | Fine Ho, Stay (en)                          |
| 2024  | Punteria                                | Shakira                                                                    | Drapeau de la Colombie               | Las Mujeres Ya No Lloran                    |
| 2024  | Wanna Be (Remix)                        | GloRilla et Megan Thee Stallion                                            | Drapeau des États-Unis               | Wanna Be (en)                               |
| 2024  | PUT EM IN THE FRIDGE                    | Peso Pluma                                                                 | Drapeau du Mexique                   | ÉXODO (en)                                  |
| 2024  | On Dat Money                            | Rob49 (en)                                                                 | Drapeau des États-Unis               | -                                           |
| 2025  | Toot It Up                              | Pardison Fontaine (en)                                                     | Drapeau des États-Unis               | -                                           |
| 2025  | Higher Love                             | Natania (en), Subhi et DJ Khaled                                           | , - et -                             | Les Schtroumpfs, le film                    |